# Juan Diego Cuauhtlatoatzin
Juan Diego, nato Cuauhtlatoatzin (1474 circa – Città del Messico, 1548), è stato un azteco convertito al Cristianesimo che, secondo la tradizione, ricevette nel 1531 l'apparizione della Madonna di Guadalupe. È stato proclamato santo da papa Giovanni Paolo II nel 2002.

## Biografia

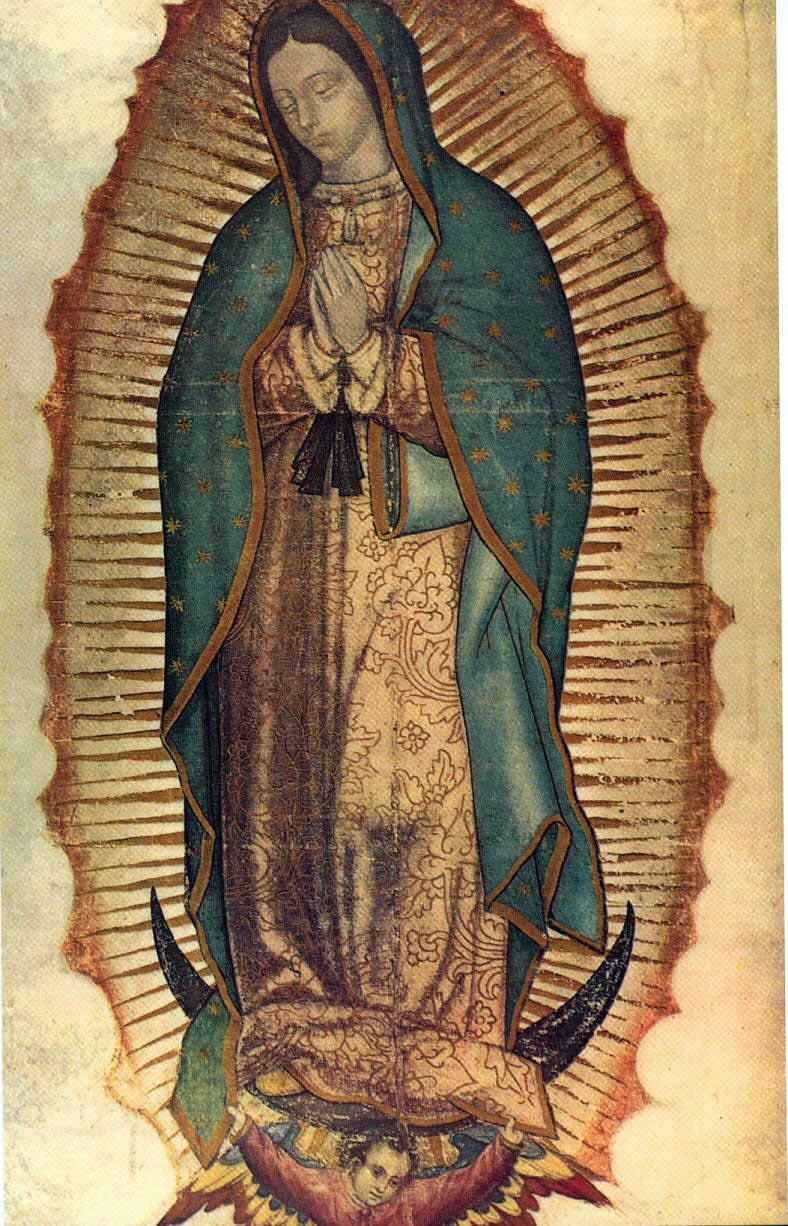
L'immagine della Vergine di Guadalupe riprodotta sulla tilma di Juan Diego

Nato verso il 1474, il suo nome Cuauhtlatoatzin significa in lingua azteca "colui che grida come un'aquila". Contadino in un modesto villaggio, nel 1524 fu uno dei primi indios a ricevere il battesimo, col quale assunse il nome cristiano di Juan Diego; con lui fu battezzata la moglie Malintzin col nome di Maria Lucia. Ella morì nel 1528.
Le apparizioni di Maria sarebbero avvenute tra il 9 e il 12 dicembre 1531 sulla collina di Tepeyac vicino a Città del Messico. Sul luogo venne costruita dapprima una cappella, quindi un grande santuario, la Basilica di Nostra Signora di Guadalupe. In esso è conservata la veneratissima immagine della Madonna di Guadalupe, che secondo la tradizione si sarebbe impressa miracolosamente sul mantello (tilma) di Juan Diego.
Dopo questi fatti, Juan Diego si ritirò a vivere in penitenza e orazione in una piccola casa costruita per lui presso il santuario. Qui visse per 17 anni fino alla morte avvenuta nel 1548.

## Storicità
Alcuni storici hanno messo in discussione la storia di san Juan Diego e persino la sua stessa esistenza: secondo questi autori tutto il racconto delle apparizioni è un'invenzione risalente al secolo successivo. L'arcivescovo Edward Nowak, segretario della Congregazione delle Cause dei Santi, ha riconosciuto in un'intervista che "sull'esistenza di questo Santo si sono sempre avuti forti dubbi. Non abbiamo documenti probatori ma solo indizi. [...] Nessuna prova presa singolarmente dimostra che Juan Diego sia esistito".
Altri storici invece ritengono pienamente validi i documenti storici, soprattutto indigeni, che trattano della vicenda. Essi sono stati ritenuti sufficienti per procedere alla canonizzazione, considerando anche la secolare venerazione dei fedeli messicani nei confronti di Juan Diego.

## Culto
La Chiesa cattolica lo ha dichiarato beato il 6 maggio 1990 e santo il 31 luglio 2002, canonizzato da papa Giovanni Paolo II, in occasione della sua quinta visita pastorale in Messico. San Juan Diego, primo santo messicano, è chiamato ambasciatore-messaggero di Santa Maria di Guadalupe.
La sua memoria liturgica è il 9 dicembre, data della prima apparizione (mentre il 12 dicembre, giorno dell'ultima, si festeggia la Madonna di Guadalupe).

## Il miracolo per la canonizzazione
In generale, ai fini della canonizzazione, la Chiesa cattolica ritiene necessario un secondo miracolo, dopo quello richiesto per la beatificazione: nel caso di Juan Diego, ha ritenuto miracolosa la guarigione del ventenne messicano Juan José Barragan Silva, che tentò il suicidio a Città del Messico il 3 maggio 1990, finendo di testa su un marciapiede di cemento, dopo essersi gettato da un'altezza di circa dieci metri.
Data la gravità delle ferite riportate - fratture multiple delle ossa craniche, ematomi endocranici e pneumoencefalo - i medici si sarebbero aspettati la morte o lesioni permanenti, invece Juan José fu dimesso dall'ospedale dopo dieci giorni.
La Consulta medica della Congregazione per le cause dei santi, nella seduta del 26 febbraio 1998, concluse: «La guarigione è stata rapida, completa e duratura. Visti i dati obiettivi della dinamica della caduta e la negatività di lesioni che dovevano risultare mortali, vista l'attendibilità delle testimonianze, si ritiene inspiegabile la sopravvivenza del soggetto senza esiti, secondo le conoscenze mediche attuali». La madre di Juan José, Esperanza Silva Pacheco, al momento della caduta aveva invocato il beato Juan Diego Cuauhtlatoatzin.